# BC Place Stadium
BC Place Stadium er en sportsarena i Vancouver i Britisk Columbia, Canada, der er hjemmebane for CFL-klubben BC Lions. Stadionet har plads til 59.841 tilskuere. Det blev indviet 19. juni 1983, hvor det erstattede Lions' gamle hjemmebane Empire Stadium. Åbnings- og afslutningsceremonien ved Vinter-OL 2010 foregik i BC Place Stadium.